# Valentín Matilla
Valentín Matilla Gómez (Fuentesaúco, 10 de mayo de 1900-Madrid, 23 de agosto de 1997) fue un médico español.

## Biografía
Nació en Fuentesaúco (Zamora) el 10 de mayo de 1900. Estudió medicina en la Universidad de Salamanca, donde obtuvo el Premio Extraordinario de Licenciatura en 1922 y el doctorado al año siguiente en Madrid. En 1924 ingresó por oposición en el cuerpo de Sanidad Nacional, en cuyo seno ejerció cargos en las ciudades de Ferrol, Sevilla y Madrid, además de organizar los sistemas sanitarios del protectorado de Marruecos y la Guinea Española. Fue catedrático de Higiene y Microbiología Médicas por la Universidad de Sevilla desde 1928, además de trabajar en el Hospital de la Cruz Roja y el Hospital Central de la misma ciudad. En 1937 ocupó la jefatura provincial de todos los servicios sanitarios del bando sublevado de la guerra civil y terminada esta, en 1939, pasó a la Universidad de Madrid como catedrático de Parasitología y Patología tropical y de Microbiología Médica. Ingresó en la Real Academia Nacional de Medicina como académico de número el 27 de enero de 1943 con el sillón n.º 33 en sustitución del fallecido Antonio Simonena Zabalegui. Inmediatamente fue nombrado secretario de actas y, el 18 de octubre de 1949, secretario perpetuo de dicha institución. Logró el puesto de director de la Escuela Nacional de Sanidad en 1945 y también fue vocal del Consejo Superior de Investigaciones Científicas y director del Hospital Clínico de San Carlos. Le fueron concedidas cuatro grandes cruces: la de la Orden Civil de Sanidad en 1962, la de la Orden del Mérito Militar con distintivo blanco en 1964, la de la Orden Civil de Alfonso X el Sabio en 1978 y la de la Orden del Mérito Civil en 1994. Falleció el 23 de agosto de 1997 en Madrid.
Escribió veinte libros, sobre microbiología, inmunología, higiene, epidemiología y algunos dedicados a la Real Academia Nacional de Medicina: Galería de presidentes (1982), Historia de la Academia Nacional de Medicina: narrativa testimonial (1984) y 202 Biografías Académicas (1987). Asimismo, colaboró con las revistas La Medicina Colonial y Medicina Tropical.